# Anoectangium hymenodontoides
Anoectangium hymenodontoides är en bladmossart som beskrevs av Georg Friedrich von Jaeger 1880. Anoectangium hymenodontoides ingår i släktet Anoectangium och familjen Pottiaceae. Inga underarter finns listade i Catalogue of Life.